# 1949년 헝가리 헌법
1949년 헝가리 헌법(Hungarian Constitution of 1949)은 1949년 8월 20일에 채택되었고 1989년 10월 23일에 크게 개정되었다. 이 문서는 헝가리 최초의 영구 성문 헌법이었으며, 2011년 대체될 때까지 헝가리는 공산주의가 무너진 후에도 완전히 새로운 헌법을 채택하지 않은 유일한 구 동구권 국가였다. 2011년에 채택된 헝가리 헌법은 1949년 헌법이 무효임을 선언한다.